# Malimbus
Malimbus là một chi chim trong họ Ploceidae, được nhà điểu học người Pháp Louis Jean Pierre Vieillot thiết lập năm 1805.

## Từ nguyên
Tên gọi khoa học của chi Malimbus bắt nguồn từ tên gọi Tanagra malimbica (nay là Malimbus malimbicus). Từ malimbica bắt nguồn từ Malimba hoặc Malimbe — tên gọi một địa danh (có lẽ là Malembo (5°20′19″N 12°11′7″Đ / 5,33861°N 12,18528°Đ)) trong tỉnh Cabinda (Angola).

## Các loài
Chi này hiện tại bao gồm các loài sau:
- Malimbe Gray, Malimbus nitens
- Malimbe mào, Malimbus malimbicus
- Malimbe Ballmann, Malimbus ballmanni
- Malimbe Rachel, Malimbus racheliae
- Malimbe huyệt đỏ, Malimbus scutatus
- Malimbe họng đen, Malimbus cassini
- Malimbe Ibadan, Malimbus ibadanensis
- Malimbe bụng đỏ, Malimbus erythrogaster
- Malimbe mào đỏ, Malimbus coronatus
- Malimbe đầu đỏ, Malimbus rubricollis

### Có thể chuyển sang
Nhóm chim châu Phi hiện tại xếp trong chi Ploceus (cũng như loài Anaplectes rubriceps) trong tương lai có thể sẽ chuyển sang chi này bao gồm:
- Ploceus preussi = Malimbus preussi.
- Ploceus dorsomaculatus = Malimbus dorsomaculatus.
- Ploceus tricolor = Malimbus tricolor.
- Ploceus aureonucha = Malimbus aureonucha.
- Ploceus flavipes = Malimbus flavipes.
- Ploceus bicolor = Malimbus bicolor.
- Ploceus sanctithomae = Malimbus sanctithomae.
- Ploceus angolensis = Malimbus angolensis.
- Ploceus albinucha = Malimbus albinucha.
- Ploceus insignis = Malimbus insignis.
- Ploceus olivaceiceps = Malimbus olivaceiceps.
- Ploceus nicolli = Malimbus nicolli.
- Anaplectes rubriceps = Malimbus flavipes.